# Kotlari Peak
Kotlari Peak (englisch; bulgarisch връх Котлари wrach Kotlari) ist ein 1200 m hoher und größtenteils vereister Berg in den Stribog Mountains auf der Brabant-Insel im Palmer-Archipel westlich der Antarktischen Halbinsel. Er ragt 4,73 km südöstlich des Trambesh Peak, 8,64 km westsüdwestlich des Momino Point, 1,88 km nordwestlich des Zelenika Peak und 3 km nordöstlich des Mount Imhotep im zentralen Abschnitt des Gutsal Ridge auf. Seine steilen Südwesthänge sind teilweise unvereist. Der Balanstra-Gletscher liegt nordöstlich und der Hippokrates-Gletscher südwestlich von ihm.
Britische Wissenschaftler kartierten ihn 1980 und 2008. Die bulgarische Kommission für Antarktische Geographische Namen benannte ihn 2015 nach der Ortschaft Kotlari im Süden Bulgariens.